# Concilio Vaticano I
Il Concilio ecumenico Vaticano I è stato il XX concilio ecumenico, ovvero una riunione di tutti i vescovi cattolici del mondo, per discutere di argomenti riguardanti la vita della Chiesa cattolica.
L'apertura del Concilio Vaticano fu indetta ufficialmente da papa Pio IX nel giugno 1868, ma le sessioni furono sospese nel luglio 1870, a causa dello scoppio della guerra franco-prussiana, e successivamente interrotte dopo la presa di Porta Pia. Si tenne nella Basilica di San Pietro in Vaticano a Roma.
Nel corso dei lavori si sancirono: il dogma dell'infallibilità del magistero del Papa in materia di fede e di morale (quando tale magistero rispetti alcune condizioni); e il dogma della conoscenza di Dio con la sola ragione: “La santa Chiesa, nostra Madre, sostiene e insegna che Dio, principio e fine di tutte le cose, può essere conosciuto con certezza con il lume naturale della ragione umana partendo dalle cose create” [Concilio Vaticano I: Denz. -Schönm., 3004; cf 3026; Conc. Ecum. Vat. II, Dei verbum]. Senza questa capacità, l'uomo non potrebbe accogliere la Rivelazione di Dio. L'uomo ha questa capacità perché è creato “a immagine di Dio” CCC,36.

## Storia
Il Concilio Vaticano I fu convocato da papa Pio IX con la bolla Aeterni Patris Filius del 29 giugno 1868. La prima sessione fu tenuta nella Basilica di San Pietro l'8 dicembre 1869. Vi parteciparono quasi 800 padri conciliari. Furono invitati anche delegati delle altre confessioni cristiane i quali, però, credettero si trattasse di una provocazione e non di un invito e quindi rifiutarono.
La preparazione del concilio (il primo ad essere preparato in modo molto approfondito ancora prima della sua apertura) venne affidata ad una Commissione di cardinali, detta "Congregazione direttiva", assistita da cinque commissioni speciali, le quali dovevano trattare i problemi riguardanti l'adeguamento della dottrina ecclesiastica, il ruolo del Papa, valutare gli errori del razionalismo, i rapporti tra la Chiesa e lo Stato.
Il primario scopo del Papa fu di ottenere la conferma della posizione che egli aveva assunto nel suo Sillabo (1864), condannando una vasta gamma di posizioni associate al razionalismo, al liberalismo e al materialismo e al fideismo.

Pio IX indirizzò la lettera apostolica Iam vos omnes ai protestanti e a tutti gli acattolici, per tornare a condividere "la comunione e la verità della Chiesa Cattolica", come i loro Padri comuni. Il documento affermò che la Chiesa cattolica fu:
- edificata in terra da Gesù Cristo "sopra Pietro, al fine di applicare a tutte le umane generazioni i frutti della sua redenzione",
- l'unica "autorità voluta da Dio per governare le convinzioni dell'intelletto umano e per indirizzare le azioni degli uomini, tanto nella vita privata che in quella sociale",
- l'"unico ovile di Cristo", unico ed eterno pastore delle anime, sorgente di giustizia e dell'autentica pace.

Essendo prive di un'"autorità viva" depositaria della fede, le loro dottrine mutano senza una fine e senza la sicurezza e gli strumenti del fine salvifico, offerti dalla Chiesa unita al Corpo mistico col Battesimo.
Il fine del Concilio fu, accanto alla condanna, di definire la dottrina riguardante la Chiesa. Nelle tre sessioni ci fu discussione e approvazione solo di due costituzioni: Dei Filius, la costituzione dogmatica sulla fede cattolica (che definisce, tra le altre cose, il senso in cui la Bibbia è ispirata da Dio secondo la dottrina cattolica) e Pastor Aeternus, la prima costituzione dogmatica sulla Chiesa di Cristo, che tratta il primato e l'infallibilità del vescovo di Roma quando definisce solennemente un dogma.
La definizione di infallibilità papale non era nell'ordine del giorno originario degli argomenti da discutere (Pio IX sentì che sarebbe stato sconveniente per lui introdurre tale tema), ma fu aggiunta ben presto con forza dopo che il Concilio Vaticano si radunò, per volontà dell'arcivescovo di Messina Luigi Natoli che sostenne, in molteplici interventi, la chiara definizione del dogma dell'infallibilità del Papa.
Fu controversa, non perché molti non credessero che il Papa fosse infallibile nel definire un dogma, ma perché molti che lo credevano non pensavano fosse prudente definire la dottrina formalmente. John Henry Newman, per esempio, pensò che una tale definizione formale potesse allontanare potenziali convertiti. Alcuni temevano che essa avrebbe condotto al rinnovato sospetto che i cattolici avessero un'alleanza straniera. Una tale visione fu sostenuta dai due terzi dei vescovi degli Stati Uniti e da molti della Francia e della Germania.
Circa 60 membri del Concilio si astennero lasciando Roma il giorno prima del voto.
L'arcivescovo Luigi Natoli, e l'arcivescovo Antonio María Claret y Clará, confessore presso la corte spagnola e fondatore dei Missionari figli del Cuore Immacolato di Maria, condannarono fortemente le "blasfemie e le eresie espresse sul campo di questo Concilio", e furono i più energici difensori riguardo alla questione dell'infallibilità del Papa e del primato della Santa Sede Romana.
Tra i membri del Concilio, l'arcivescovo Antonio María Claret y Clará fu uno dei pochi ad essere proclamato santo (beatificato nel 1934 da papa Pio XI e canonizzato da papa Pio XII nel 1950). Oltre a lui, anche il cardinale John Henry Newman (beatificato nel 2010 da papa Benedetto XVI e canonizzato da papa Francesco nel 2019) e il vescovo Giovanni Antonio Farina (beatificato nel 2001 da papa Giovanni Paolo II e canonizzato nel 2014 da papa Francesco). La discussione e l'approvazione del dogma dell'infallibilità papale dette adito a serie controversie che portarono all'abbandono della Chiesa di alcuni che divennero noti come vetero-cattolici.
Lo scoppio della guerra franco-prussiana, nel luglio 1870, la sconfitta della Francia di Napoleone III e la Presa di Roma da parte dei bersaglieri italiani il 20 settembre del medesimo anno, interruppe definitivamente il Concilio, il quale fu aggiornato sine die il 20 ottobre 1870, senza riprendere più. Fu poi dichiarato chiuso circa un secolo dopo nel 1960 da papa Giovanni XXIII, come atto formale prima dell'apertura del Concilio Vaticano II.
I risultati del Concilio Vaticano I tracciarono il trionfo del movimento dell'ultramontanismo, che sostenne un governo della Chiesa centrale basato sul Vaticano.
Fu rilevata una crescente consapevolezza della propria identità tra i cattolici nel mondo, e il numero delle vocazioni alla vita religiosa e sacerdotale aumentò insieme con un'attività politica chiaramente pro-cattolica da parte dei cattolici nei loro paesi nativi.
Accanto a ciò, si sviluppò un più forte coinvolgimento dei laici nell'opera della Chiesa cattolica e il concilio avrebbe portato indirettamente anche alla nascita del movimento liturgico che sarebbe particolarmente fiorito sotto papa Pio X.

### Controversie ed opposizione
Il dogma dell'infallibilità pontificia sollevò notevole opposizione in alcuni circoli teologici liberali nei Paesi Bassi, Austria, Germania e Svizzera; il più noto teologo che si oppose alla formulazione del dogma fu Ignaz von Döllinger, che fu scomunicato nel 1871 dall'arcivescovo di Monaco e Frisinga Gregor von Scherr per il rifiuto di accettare le decisioni del Concilio.

#### Scisma vetero-cattolico
In seguito alle decisioni del Concilio, una minoranza del clero e del laicato contrario ai suoi esiti si unì con i Giansenisti, che avevano mantenuto una precaria esistenza separata da Roma fin dal 18º secolo e che aveva preservato una successione apostolica riconosciuta dalla Santa Sede come valida ma illecita. La prima consacrazione della nuova realtà ecclesiale nata dall'unione di queste due realtà fu quella di Joseph H. Reinkens, che fu consacrato in Germania dal vescovo giansenista Johannes Heykamp di Utrecht. Questo nuovo gruppo si definì Chiesa vetero-cattolica (o Chiesa cattolica cristiana in Svizzera). I vetero-cattolici europei si unirono nell'Unione di Utrecht nel 1889, che entrò in piena comunione con la Comunione Anglicana nel 1931 tramite gli Accordi di Bonn.
L'Unione di Utrecht si è progressivamente espansa ed include la Chiesa vetero-cattolica dei Paesi Bassi, la Diocesi cattolica per i veterocattolici in Germania, la Chiesa vetero-cattolica d'Austria, la Chiesa vetero-cattolica della Repubblica Ceca, la Chiesa polacco-cattolica e la Chiesa cattolica cristiana svizzera. Da uno scisma dell'Unione di Utrecht è nata nel 2008 l'Unione di Scranton, che include la Chiesa cattolica nazionale polacca e la Chiesa cattolica nordica.

## Organizzazione
Le deliberazioni teologiche erano assunte all'interno di commissioni composte dai padri conciliari. Non vi erano pressoché periti. Tuttavia, le commissioni incaricate di redigere gli schemi dei documenti preparatori erano compost da teologi. La Dei Filius, che afferma il primato di giurisdizione e l'infallibilità papale, risale in gran parte al gesuita tedesco Joseph Kleutgen. Il teologo John Henry Newman, convertitosi dall'anglicanesimo al cattolicesimo, si rifiutò di prendere parte al concilio in qualità di consulente teologico.

## Catalogo gerarchico dei padri conciliari
Il Catalogus Hierarchicus Omnium Catholicæ Ecclesiaæ Præsulum riportato, è tratto dalla Collectio Conciliorum Recentiorum Ecclesiæ Universæ pubblicata nel 1927 e curata da Louis Petit, A.A. e Jean-Baptiste Martin. I nomi contrassegnati da "(*)" si riferiscono ai quei padri conciliari, 280, convocati ma non intervenuti. Nessun concilio, prima del Vaticano I, era stato in grado di riunire un numero così elevato di vescovi e di così eterogenea provenienza.

### Padri conciliari deceduti dal 8 dicembre 1869 al 20 ottobre 1870
Come per il Catalogo gerarchico dei padri conciliari, anche la lista riportata dei padri deceduti è tratta dalla Collectio Conciliorum Recentiorum Ecclesiæ Universæ.
Cardinali
- Francesco Pentini, † Roma 19.XII.1869
- Karl August von Reisach, † Les Contamines-Montjoie 23.XII.1869
- Matteo Eustachio Gonella, † Roma 15.IV.1870
- Cosimo Corsi, † Anagni 7.X.1870
- Mario Mattei, † Roma 7.X.1870

Arcivescovi
- Alessandro Riccardi di Netro, † Torino 16.X.1870

Vescovi
- Antoni Józef Manastyrski, † Roma 17.XII.1869
- Bernardino Maria Frascolla, † Roma 30.XII.1869
- Eduardo Vásquez, O.P., † Roma 3.I.1870
- Francisco de Paula Suárez Peredo y Bezares, † Roma 26.I.1870
- Bertrand-Sévère Mascarou-Laurence, † Roma 30.I.1870
- Mariano Puigllat y Amigó, † Roma 2.II.1870
- Basilio Gil y Bueno, † Roma 12.II.1870
- Raffaele Biale, † Firenze 12.IV.1870[8]
- Jean-Sébastien Devoucoux, † Évreux 2.V.1870
- Francisco Cardoso Ayres, † Roma 14.V.1870
- Jean Marie Odin, C.M., † Ambierle 26.V.1870
- Thomas Grant, † Roma 31.V.1870
- John Derry, † Roma 28:VI.1870
- Domenico da San Giuseppe, O.C.D. † Roma 12.VII.1870
- Georg Anton von Stahl, † Roma 12.VII.1870
- Pantaleón Monserrat y Navarro, † Frascati 21.VII.1870
- Mariano José de Escalada, † Roma 28.VII.1870
- Francisco Fleix y Soláns, † Roma 28.VII.1870
- Felice Cantimorri, O.F.M.Cap., † Bomarzo 28.VII.1870
- Neale MacCabe, C.M., † Marsiglia 31.VII.1870
- Giuseppe Maria Severa, † Roma 4.VIII.1870
- Ignazio Hakkaui, † 7.VIII.1870
- Pedro Cirilo Uriz y Labayru, † Roma 7.VIII.1870
- Michael Adrian Hankinson, O.S.B., † Douai 21.IX.1870
- Hilarión Alcázar, O.P., † Abla 15.X.1870

Abati
- Jeroným Josef Zeidler, O.Praem., † Roma 1.III.1870

### Esplicative
1. ↑  Interrotto e chiuso ufficialmente nel 1960, prima del Concilio Vaticano II.
2. ↑  Convocati 1084
3. ↑  Penitenziere Maggiore
4. ↑  Detto Manuel.
5. ↑  Ludovico di Santa Teresa.
6. ↑  Vescovo titolare di Costanza di Arabia.
7. ↑  Heinrich Karl Josef Schmid.
8. ↑  In itinere quo suam dioecesim repetebat.

### Bibliografiche
1. 1 2 3  La Civiltà Cattolica, pp. 206-212.
2. ↑  AGESCI.
3. ↑  Treccani, Concilio Vaticano I.
4. ↑  Iam vos omnes.
5. ↑  FSSPX.
6. ↑  Encyclopædia Britannica I.
7. 1 2  Encyclopædia Britannica II.
8. ↑  Klaus Schatz, p. 225.
9. ↑  Hubert Wolf, p. 151.
10. ↑  Petit, Martin, coll. 1061-1092.
11. ↑  Juan María Laboa, p. 235.
12. ↑  Andrea Gandolfo.
13. ↑  Petit, Martin, coll. 1092-1093.

### Enciclopedica
- (EN) Vatican Council, in Catholic Encyclopedia, New York, Encyclopedia Press, 1913.
- Concilio Vaticano I, in Dizionario di storia, Roma, Istituto dell'Enciclopedia Italiana, 2011.
- (EN) Johann Joseph Ignaz von Döllinger, in Enciclopedia Britannica, Encyclopædia Britannica, Inc.
- (EN) Old Catholic church, in Enciclopedia Britannica, Encyclopædia Britannica, Inc.

### Storica, annalistica
- (LA, IT) Acta Officialia Concilii Magni Vaticani [Atti Ufficiali del Generale Concilio Vaticano], Torino, Felice Borri Editore, 1869.
- Raffaele de Cesare, Roma e lo Stato del Papa, Roma, Forzani e C. Tipografi-Editori, 1907.
- (LA) Louis Petit, A.A. e Jean-Baptiste Martin (a cura di), Collectio Conciliorum Recentiorum Ecclesiæ Universæ [Collezione dei Concili Recenti della Chiesa Universale], vol. 17, Arnhem, Lipsia, Société nouvelle d'édition de la collection Mansi (H. Welter), 1927.
- Umberto Betti, La perpetuità del primato di Pietro nei romani pontefici secondo il Concilio Vaticano, Roma, Divinitas, 1958.
- (EN) Edward Elton Young Hales, The Catholic Church in the Modern World [La Chiesa Cattolica nel Mondo Moderno], New York, Doubleday, 1960  [1958].
- Umberto Betti, La costituzione dommatica "Pastor aeternus, Roma, Pontificia Università Antonianum, 1961.
- (FR) Roger Aubert, Vatican I, in Histoire des Conciles Oecuméniques, Gervais Dumeige, S.J. (supervisione a cura di), vol. 12, Parigi, Édition de l'Orante, 1964.
- (EN) August Bernhard Hasler, How the pope became infallible: Pius IX and the Politics of Persuation [Wie der papst unfehlbar wurde: Macht und Ohnmacht eines Dogmas], traduzione di Peter Heinegg, Hans Küng (introduzione di), New York, Doubleday, 1981  [1979], ISBN 978-0385158510.
- (ES) Juan María Laboa, La iglesia del siglo XIX: entre la restauración y la revolución [La chiesa del XIX secolo: tra la restaurazione e la rivoluzione], Madrid, Università Pontificia Comillas, 1994, ISBN 9788487840630.
- (DE) Klaus Schatz, Allgemeine Konzilien - Brennpunkte der Kirchengeschichte [Concili Generali - Punti focali della storia della Chiesa], Paderborn, Schöningh, 1997.
- Umberto Betti, La costituzione dommatica Pastor aeternus del Concilio Vaticano I, Roma, Pontificia Università Antonianum, 2000.
- (DE) Hubert Wolf, Katholische Kirchengeschichte im „langen“ 19 Jahrhundert von 1789 bis 1918 [Storia della Chiesa Cattolica nel XIX secolo "lungo" dal 1789 al 1918], in Thomas Kaufmann, Raymund Kottje, Bernd Moeller e Hubert Wolf (a cura di), Ökumenische Kirchengeschichte [Storia della Chiesa Ecumenica], band 3 - Von der Französischen Revolution bis 1989 [volume 3 - Dalla Rivoluzione Francese al 1989], Darmstadt, Wissenschaftliche Buchgesellschaft, 2007,  pp. 91-175, ISBN 9783534192472.

### Pubblicazioni, riviste, periodici, quotidiani
- (LA, IT) Papa Pio IX, Lettera apostolica "Iam vos omnes", Città del Vaticano, Libreria editrice vaticana, 13 settembre 1868. URL consultato il 29 marzo 2019 (archiviato il 17 marzo 2017).
- AA.VV., La Civiltà Cattolica. L'ultima sessione solenne del Concilio Vaticano e la prima costituzione dogmatica della Chiesa di Cristo (PDF), in Rivista Internazionale di Scienze Sociali e Discipline Ausiliarie, vol. 87, n. 35, Milano, Vita e Pensiero, 1920,  pp. 206-212, DOI:10.2307/41607412.
- Andrea Gandolfo, Sanremo, lo storico Andrea Gandolfo ricorda il religioso Michele Antonio Anfossi, in Riviera24, Sanremo, ComunicAdv, 31 Ottobre 2018.

### Risorse in rete
- Lettera Apostolica Iam vos omnes di Pio IX, su sanpiox.it, Fraternità sacerdotale San Pio X, 23 Settembre 2012. URL consultato il 12 gennaio 2023 (archiviato il 27 marzo 2019).
- AGESCI sito ufficiale, su agesci.org (archiviato dall'url originale l'8 marzo 2014).